# دهستان اهلمرستاق جنوبی
اهلمرستاق جنوبی، دهستانی است از توابع بخش مرکزی شهرستان محمودآباد در استان مازندران ایران.

## جمعیت
براساس سرشماری سال ۱۳۸۵جمعیت آن ۱۵۰۸۹ نفر (۳۸۶۷ خانوار) بوده‌است.